# Ernie Dixon
Ernest Dixon, plus connu sous le nom d'Ernie Dixon (né le 10 juillet 1901 à Pudsey dans le Yorkshire de l'Ouest et mort le 27 avril 1941 à Bradford) était un footballeur professionnel anglais qui évoluait au poste d'attaquant.

## Biographie
Il jouait en faveur de Bradford City, Halifax Town, Burnley, Huddersfield Town, Nelson et Tranmere Rovers.
Il détient le record du meilleur buteur de tous les temps du club d'Halifax, avec 132 buts toutes les compétitions confondues.
À la fin de sa carrière, il jouait également au sein de la Non-league football avec Gresley Rovers.